# Prati-Donaduzzi
A Prati-Donaduzzi, também conhecida como Prati, é uma indústria multinacional brasileira de produtos farmacêuticos fundada em 1993, no município de Toledo, estado do Paraná. A participação de mercado da Prati-Donaduzzi concentra-se no desenvolvimento e fabricação de medicamento genéricos e cosméticos.  A Prati foi a primeira empresa farmacêutica brasileira autorizada a produzir medicamentos baseados em compostos presentes nas plantas de cannabis.
A empresa foi considerada a sexta empresa brasileira mais rentável do setor farmacêutico em 2019.Além da sede no Paraná, dezembro de 2019, foi inaugurado um novo centro de distribuição, localizado no Ceará.

## História
A Prati-Donaduzzi foi fundada em Toledo, no ano de 1993, depois que os farmacêuticos Carmen e Luiz Donaduzzi finalizaram seus estudos na França e retornaram ao Brasil. Inicialmente, a empresa tinha como atividade principal a distribuição de chás para farmácias pequenas. Em seus primeiros anos, a Prati possuía um quadro de funcionários pequeno e contava apenas com um modesto laboratório. Ainda em 1993, foi firmada uma sociedade com Arno Donaduzzi e Celso Prati, respectivamente irmão e cunhado de Luiz Donaduzzi, parceria que reforçou o capital financeiro inicial da empresa. No entanto, de acordo com o fundador Luiz Donaduzzi, foi com a regulamentação brasileira dos medicamentos genéricos, a partir de 1999, que a Prati começou a se expandir rapidamente para todo o território brasileiro. Em parceria com o governo do Paraná, firmada em 2011, construiu uma nova planta industrial da empresa. No mesmo ano, se tornou pioneira na produção no Brasil de  medicamentos fracionáveis.
A empresa também apoia vários eventos desportivos por meio da Sociedade Esportiva e Recreativa Prati-Donaduzzi (Serprati). Em janeiro de 2020, a Prati ingressou no mercado de prescrições médicas, e está ampliando o investimento na produção nacional de insumos farmacêuticos, a fim de diminuir a dependência de produtos importados ao mesmo tempo em que planeja aumentar sua participação no mercado internacional. A Prati também atua no investimento em pesquisa e desenvolvimento para a inovação de medicamentos, especialmente aqueles voltados ao tratamento do mal de Alzheimer e epilepsia,, tendo sido autorizada a produzir o primeiro medicamento no Brasil à base de canabidiol, um composto encontrado na cannabis.

## Prêmios e destaques
- Listada no "Ranking das 1.000 melhores e maiores empresas brasileiras" (Revista Exame) por seis vezes consecutivas, nos anos de 2014 a 2019;[22]
- Premiada como "Líder no Setor Química", na 15ª edição do concurso Campeãs da Inovação da Região Sul, em 2019;[23]
- Premiada com o "Selo Sesi ODS" por oito vezes consecutivas, nos anos de 2012 a 2019;[24]
- Listada no "Anuário Valor Inovação" (Jornal Valor Econômico) como uma das empresas mais inovadoras do Brasil por quatro vezes consecutivas, nas edições de 2016 a 2019;[25][26]
- Escolhida como "Empresa Modelo de Inovação" na conferência da Associação Nacional de Pesquisa e Desenvolvimento das Empresas Inovadoras (ANPEI), em 2019.[27]

## Controvérsias

### Acusações de tentativa de monopólio
Em dezembro de 2019, uma decisão da Agência Nacional de Vigilância Sanitária (Anvisa) permitiu que farmácias brasileiras pudessem comercializar produtos medicinais derivados da cannabis, popularmente conhecida como maconha. A Prati-Donaduzzi foi a primeira farmacêutica a receber autorização da Anvisa para fabricar medicamentos com as novas substâncias regulamentadas.
Em pesquisa realizada conjuntamente com a Universidade de São Paulo (USP), iniciada ainda em 2015, a Prati-Donaduzzi desenvolveu o Myalo, nome comercial da empresa para seu fármaco que tem o canabidiol como princípio ativo, com uso clínico destinado ao tratamento de casos de epilepsia refratária. Em 2016, a Prati-Donaduzzi solicitou o patenteamento de medicamentos à base de cannabis em solvente oleoso, o que criaria um monopólio desse novo nicho no mercado farmacêutico nacional. O pedido de registro de patente foi alvo de ação judicial movida pela startup brasileira Entourage Phytolab, que também pesquisa medicamentos à base de cannabis. No final de 2019, o pedido foi negado pela Anvisa e pelo Instituto Nacional de Propriedade Industrial (Inpi), sob alegação de não haver atividade de inovação na patente requisitada.